# Vagitanus
Vagitanus (Latijn: vagire: huilen; vagitus: het gehuil van kleine kinderen of dieren) of Vaticanus is een van oorsprong Etruskische godheid die wordt geassocieerd met de geboorte en dan met name het eerste huilen van een pasgeborene. Deze goden met een welbepaalde taakomschrijving worden als typisch voor de Indo-Europese godsdiensten beschouwd. De naam Vaticanus wordt, onder andere door Aulus Gellius en Augustinus van Hippo op een lijn gesteld met Vagitanus. Beiden beroepen zich naar alle waarschijnlijkheid op Varro (Antiquitatum rerum humanarum et divinarum libri XLI) die door de een wordt geciteerd, terwijl hij voor Augustinus als bron voor zijn kennis over Romeinse godsdienstige gebruiken gediend heeft. Augustinus vermeldt Vagitanus vier keer, voornamelijk om de turba deorum, de 'horde' goden die door de Romeinen werd vereerd belachelijk te maken. 
De associatie met de Vaticaanse heuvel is overigens al sinds de Romeinse tijd omstreden. Augustinus zegt dat de gangbare opvatting was dat de naam is ontleend aan vaticinia naar aanleiding van het orakel dat daar resideerde, maar citeert ook Varro die een verband legt met de goddelijke stem, de Aius Locutius die de romeinen waarschuwde voor de Gallische inval onder Brennus.
In de 17e eeuw beweerde Jacobus Gronovius, ondanks de etymologische herleiding, dat Vagitanus een verbastering was van Vaticanus.